# Stefan Ulm
Stefan Ulm (Berlino, 21 dicembre 1975) è un canoista tedesco.
Ha fatto parte dell'equipaggio tedesco del K4 1000 m alle Olimpiadi di Sydney 2000 e Atene 2004, vincendo due medaglie d'argento. Sempre nel K4 ha vinto numerosi titoli mondiali.

## Palmarès
- Olimpiadi

Sydney 2000: argento nel K4 1000 m.
Atene 2004: argento nel K4 1000 m.
- Mondiali

1997: oro nel K4 1000 m.
1998: oro nel K4 500 m e K4 1000 m.
1999: oro nel K4 500 m e argento nel K4 1000 m.
2001: oro nel K4 1000 m.
2002: argento nel K4 1000 m.
2003: bronzo nel K4 1000 m.
- Campionati europei di canoa/kayak sprint

Poznań 2000: oro nel K4 500m e nel K4 1000m.
Milano 2001: argento nel K4 1000m.